# 衍州 (辽朝)
衍州，辽朝时设置州。
辽圣宗设，设衍州刺史州，后来升为安广军防御使，治所在宜丰县（今辽宁省辽阳县西南60里唐马寨镇）。只下辖一县——宜丰县。辽天祚帝天庆六年（1116年）金朝得到衍州，皇统三年（1143年）废衍州为宜丰县，属于辽阳府。